# Erythrina folkersii
Erythrina folkersii là một loài thực vật có hoa trong họ Đậu. Loài này được Krukoff & Moldenke miêu tả khoa học đầu tiên.